# Dr. Hauschka

## Historique
Dr. Hauschka est fondée en 1967 en Allemagne par le chimiste Rudolf Hauschka,.Le concept de l'entreprise, est d'utiliser des ingrédients holistiques pour créer des médicaments, inspiré par le travail d'agriculture biologique de Rudolf Steiner. L'esthéticienne Elisabeth Sigmund contacte Hauschka au début des années 1960, au sujet de ses recherches sur l'utilisation des herbes dans les soins de la peau. Sigmund et Hauschka travaillent ensemble pendant deux ans pour créer ce qui est aujourd'hui Dr. Hauschka.
Le premier produit créé par cette entreprise est une huile pour le visage à base d'huiles essentielles.
En 2017, la marque lance une ligne de maquillage. Depuis 2019, Martina Joseph est PDG de Dr. Hauschka,.

## Produits

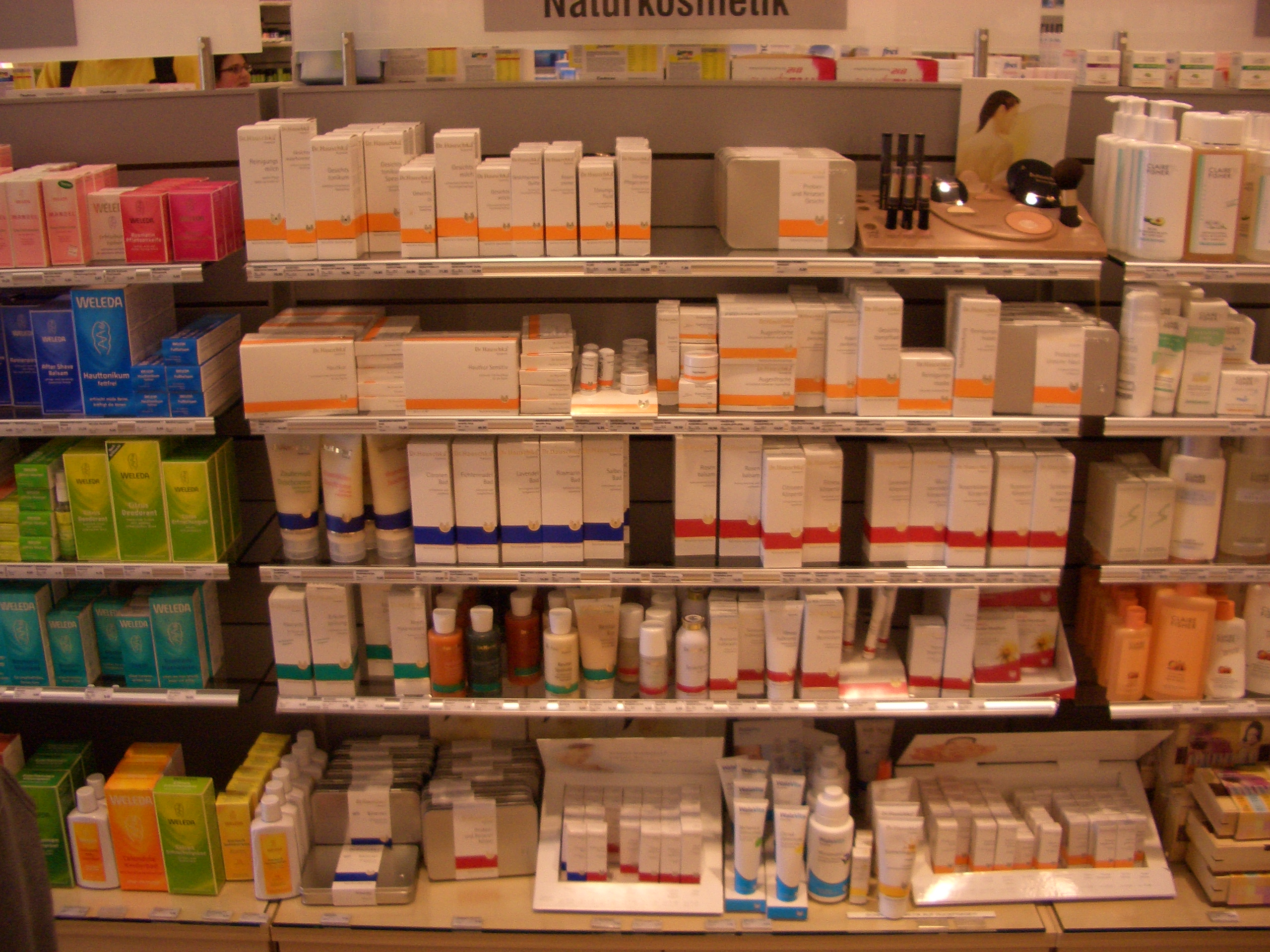
Produits Dr. Hauschka exposés dans une pharmacie allemande.

L'entreprise fabrique des produits pour le visage et le corps, notamment des crèmes pour le visage, des soins capillaires, du maquillage, des produits bronzants, des huiles de bain et des déodorants,. Dr. Hauschka utilise des ingrédients biologiques et biodynamiques cultivés en entreprise-fermes allemandes détenues et exploitées.
Les produits de la marque sont approuvés par Jennifer Lopez, Anne Hathaway, Julia Roberts, Jennifer Aniston et Nikki Reed,,.
Les esthéticiennes sont formées à l'Académie Dr. Hauschka en Allemagne. À l’académie, on leur apprend comment fabriquer les produits de la marque  et comment prodiguer des soins du visage.

## Lectures complémentaires
- Kurz, SW, Monte, T. (2006). « L'éveil de la beauté : la voie du Dr Hauschka. » Royaume-Uni : Clairview Books.  (ISBN 9781905570034)

## Notes et références

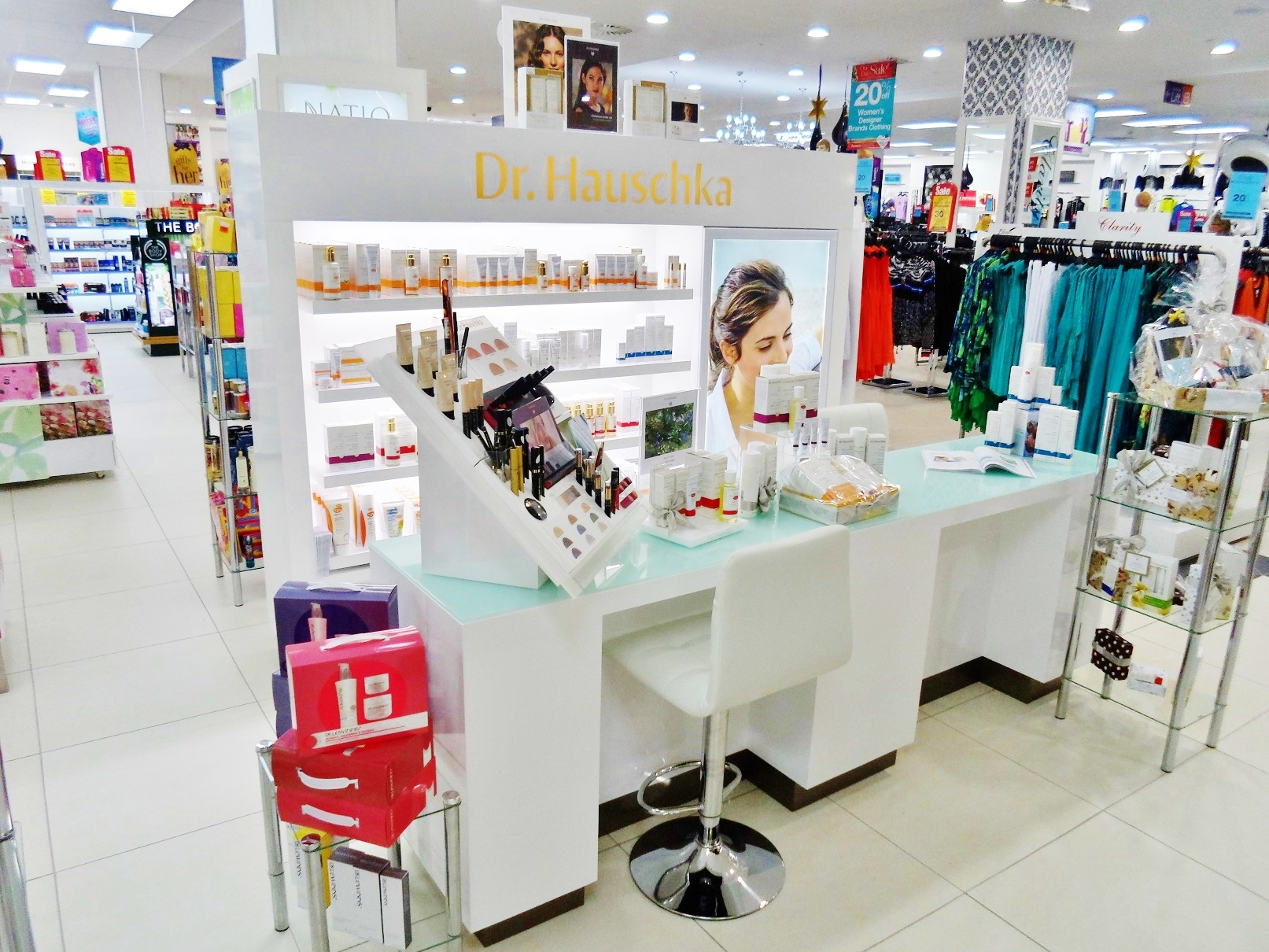
Présentoir de démonstration

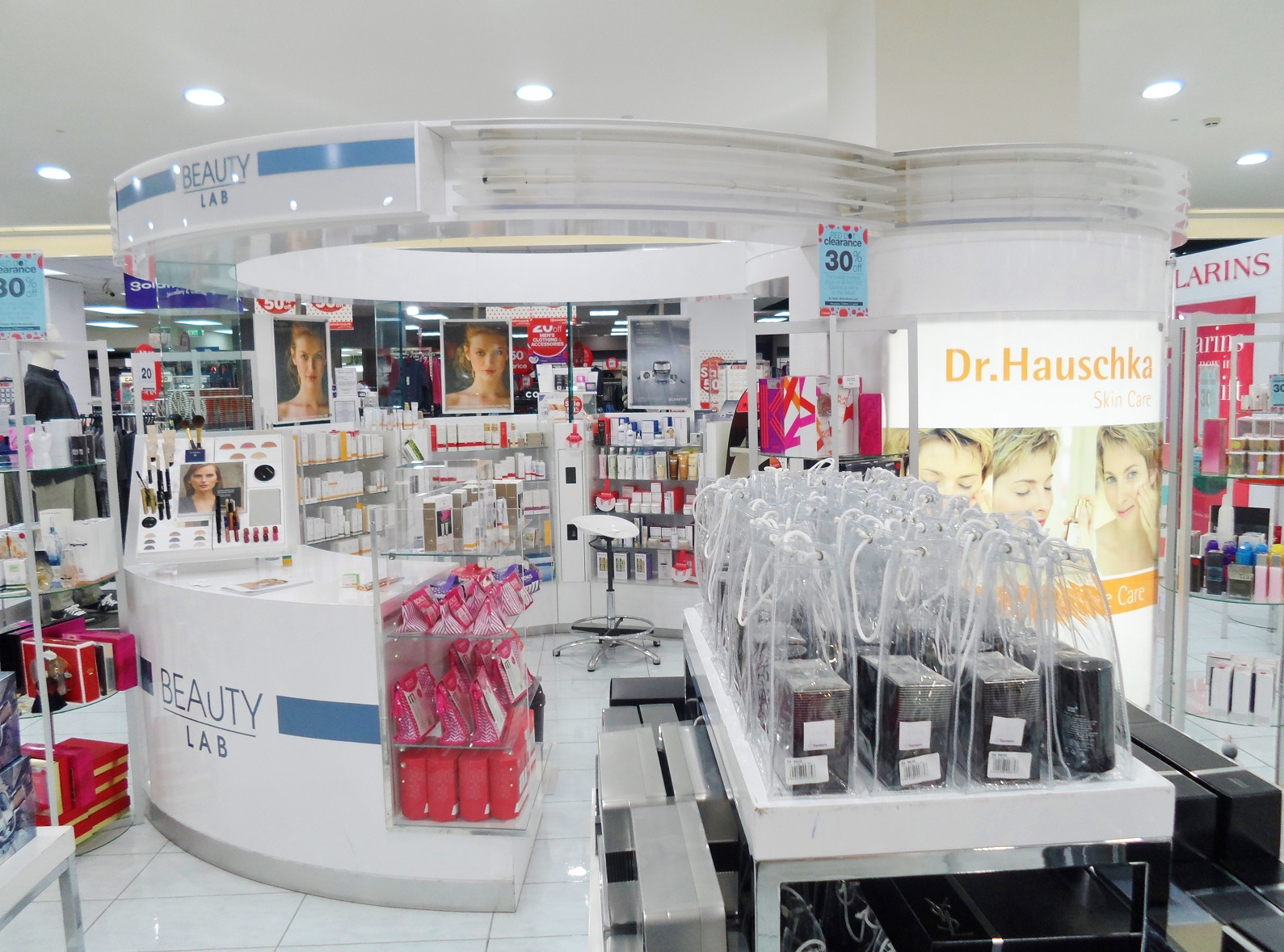
Ancienne publicité

## Liens et références externes
- Site officiel
- Notices d'autorité :   - VIAF
  - GND